# ورنو، اور
شهر ورنو، اور (به فرانسوی: ورنو، اور) در شهرستان اور در ناحیه نرماندی علیا با جمعیت ۲۴٬۰۱۸ نفر در کشور فرانسه واقع شده‌است

## نگارخانه

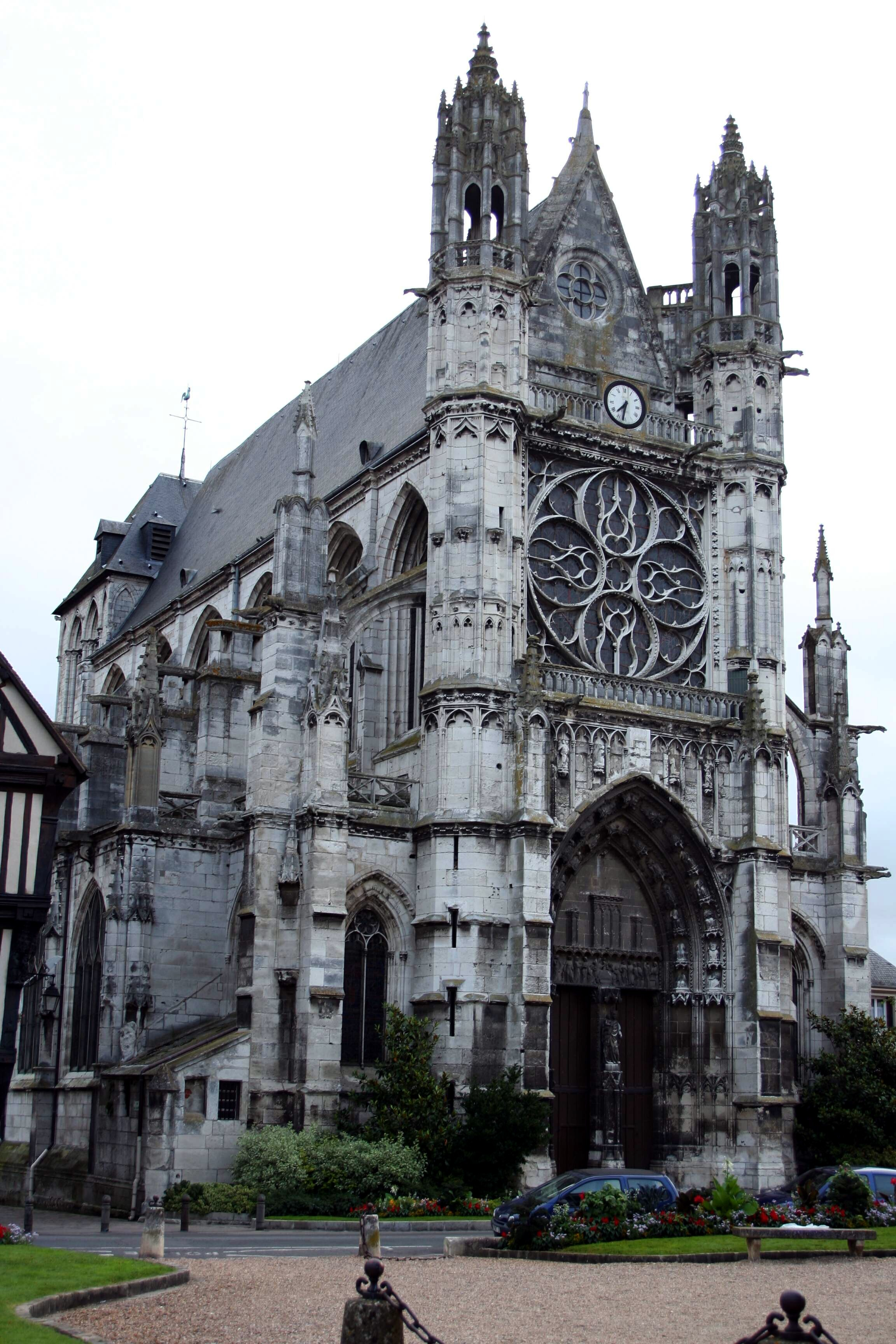
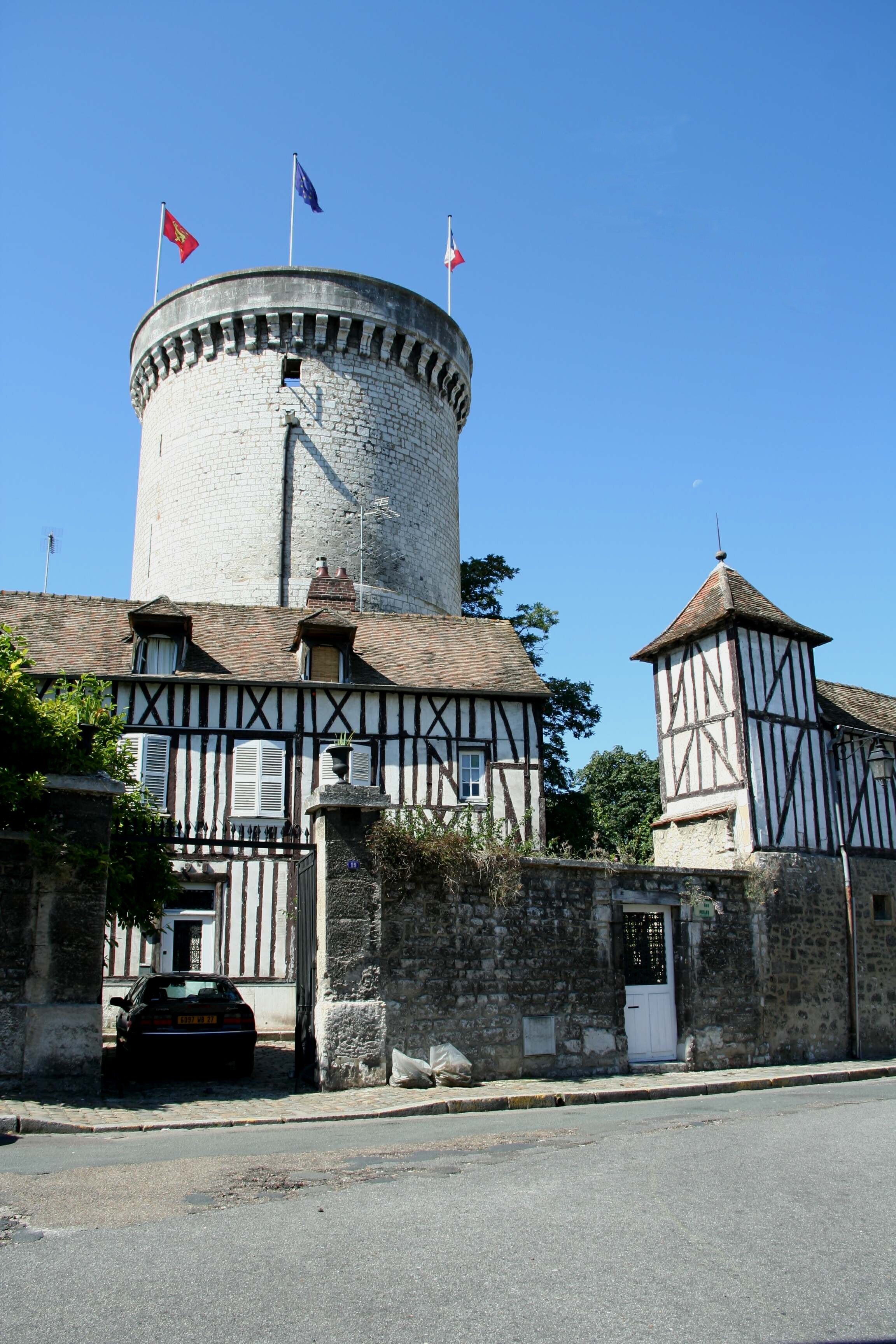
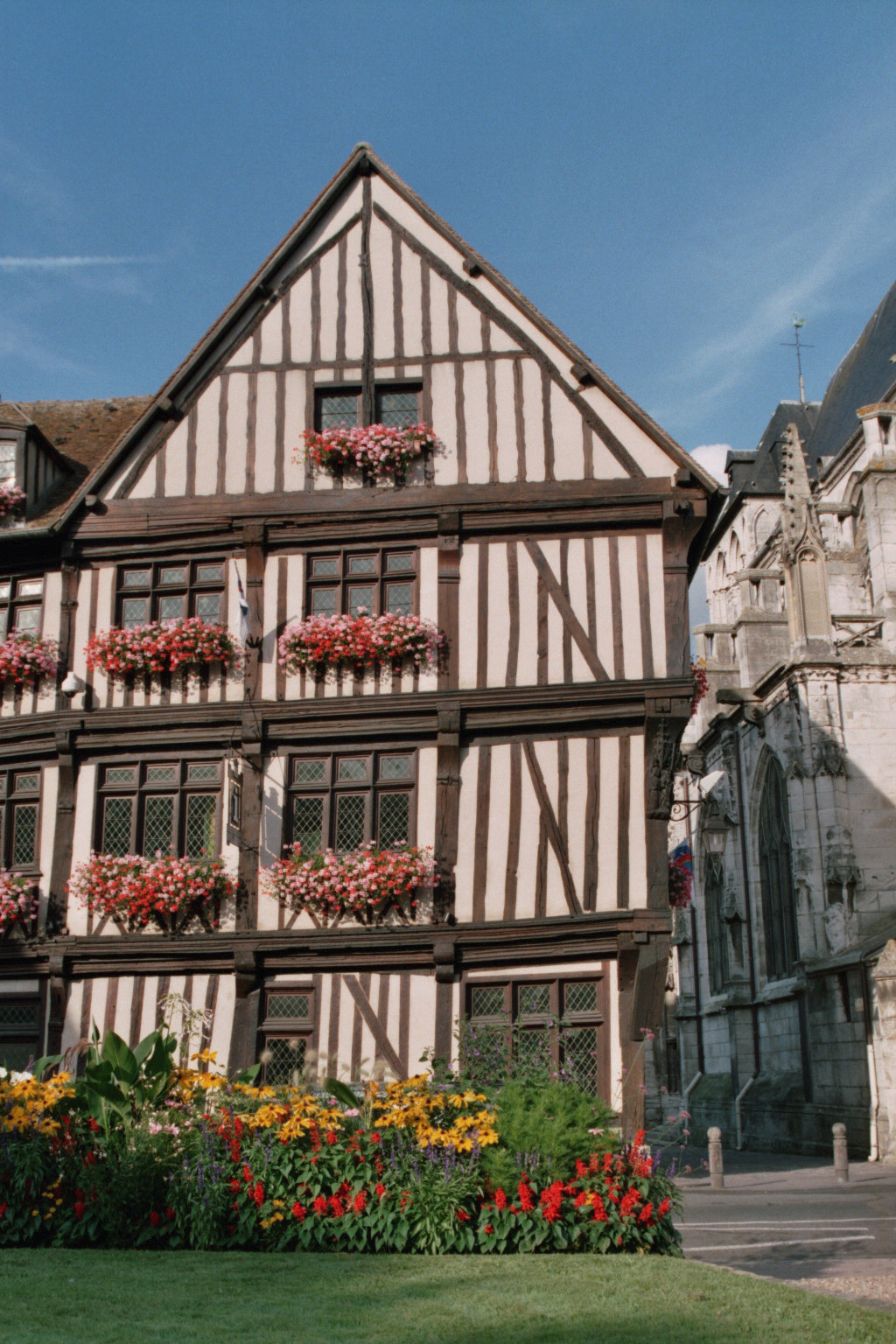
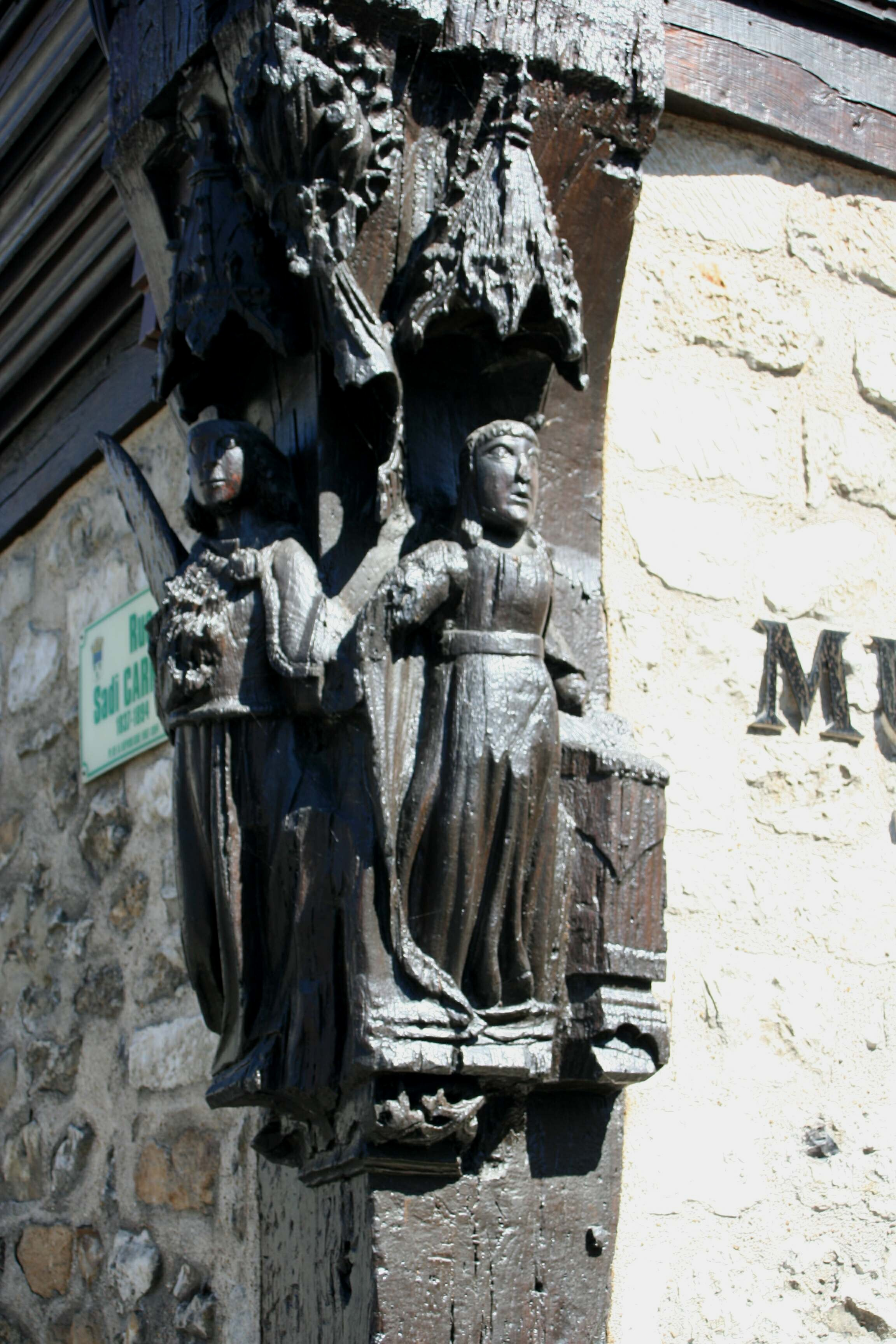
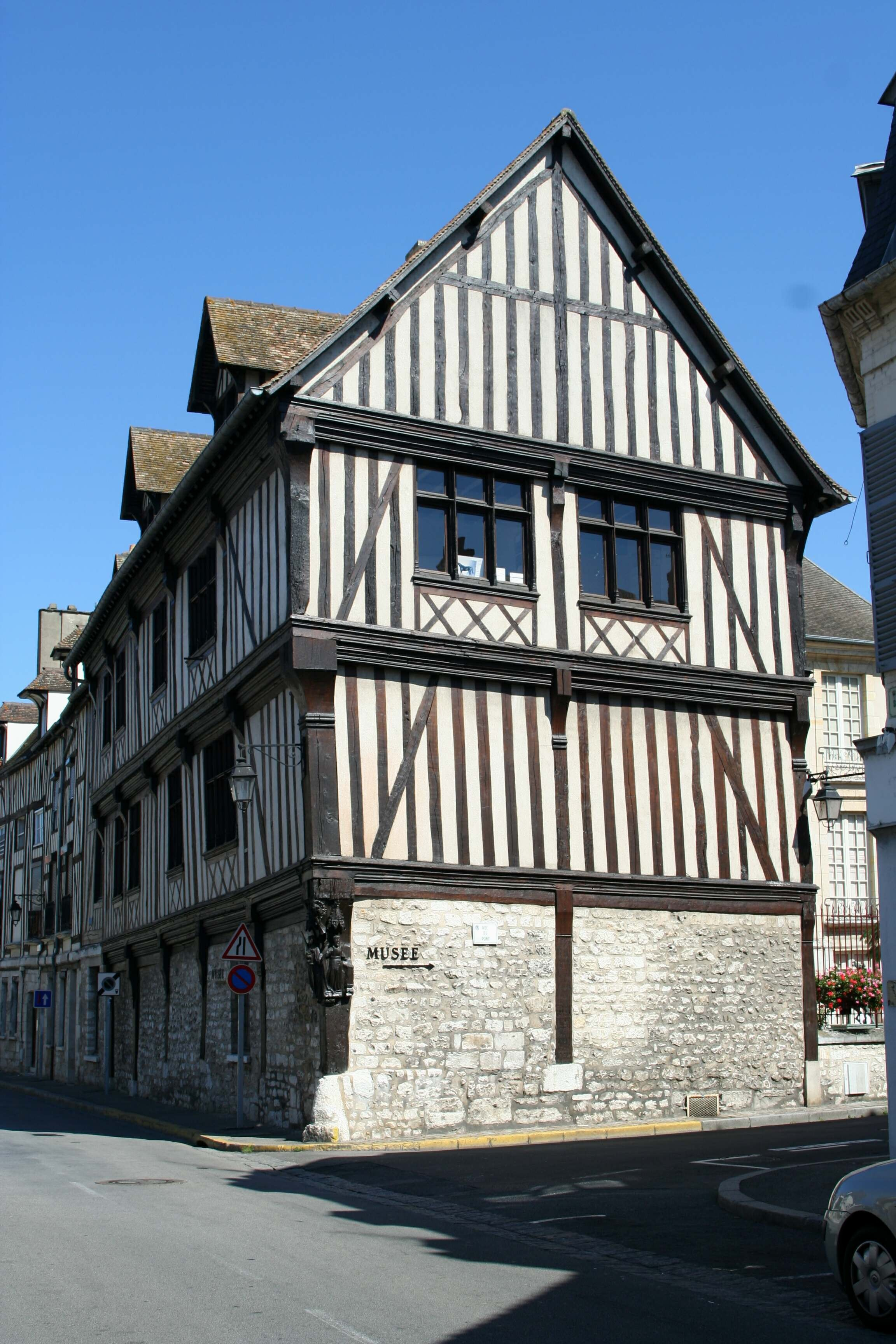
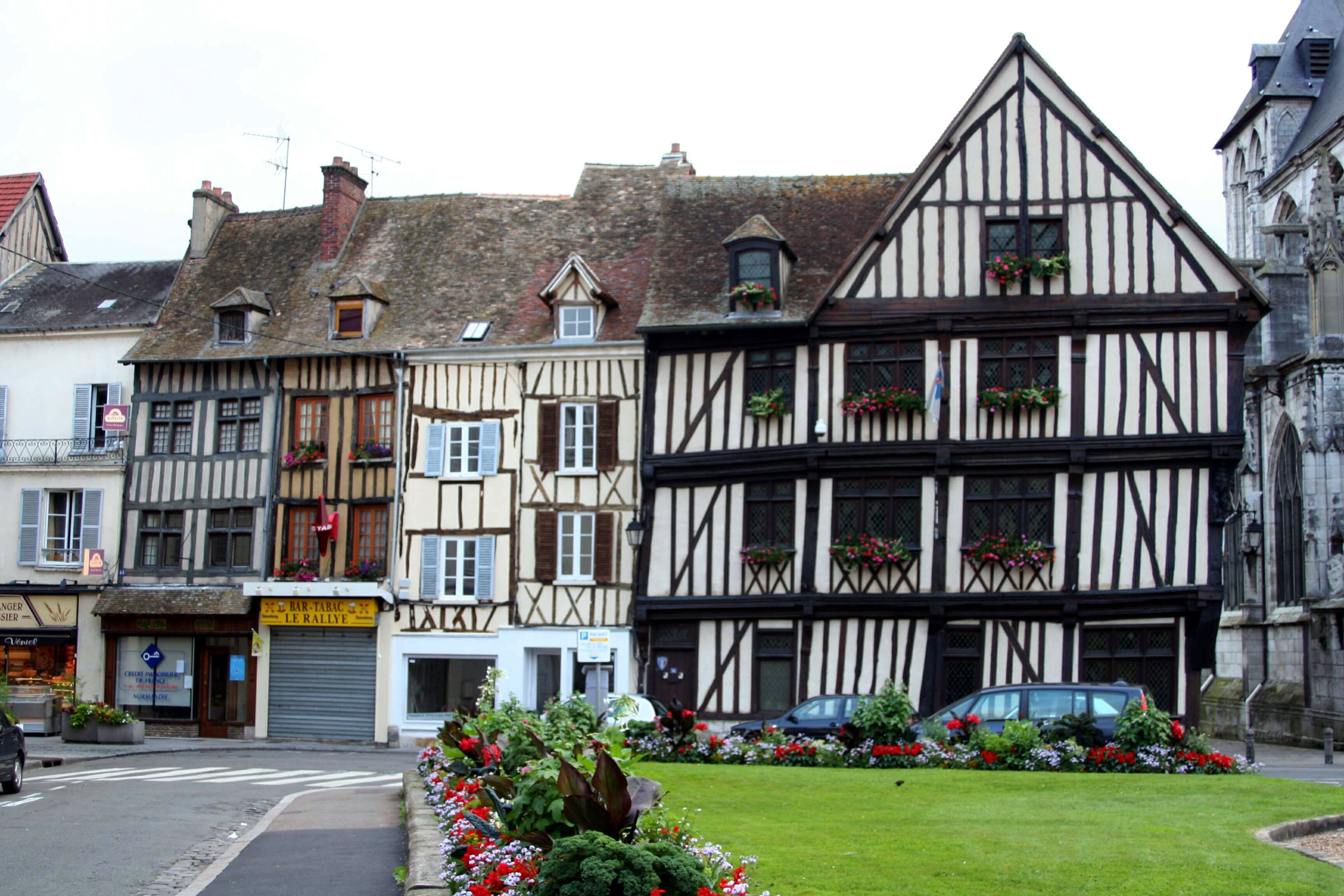
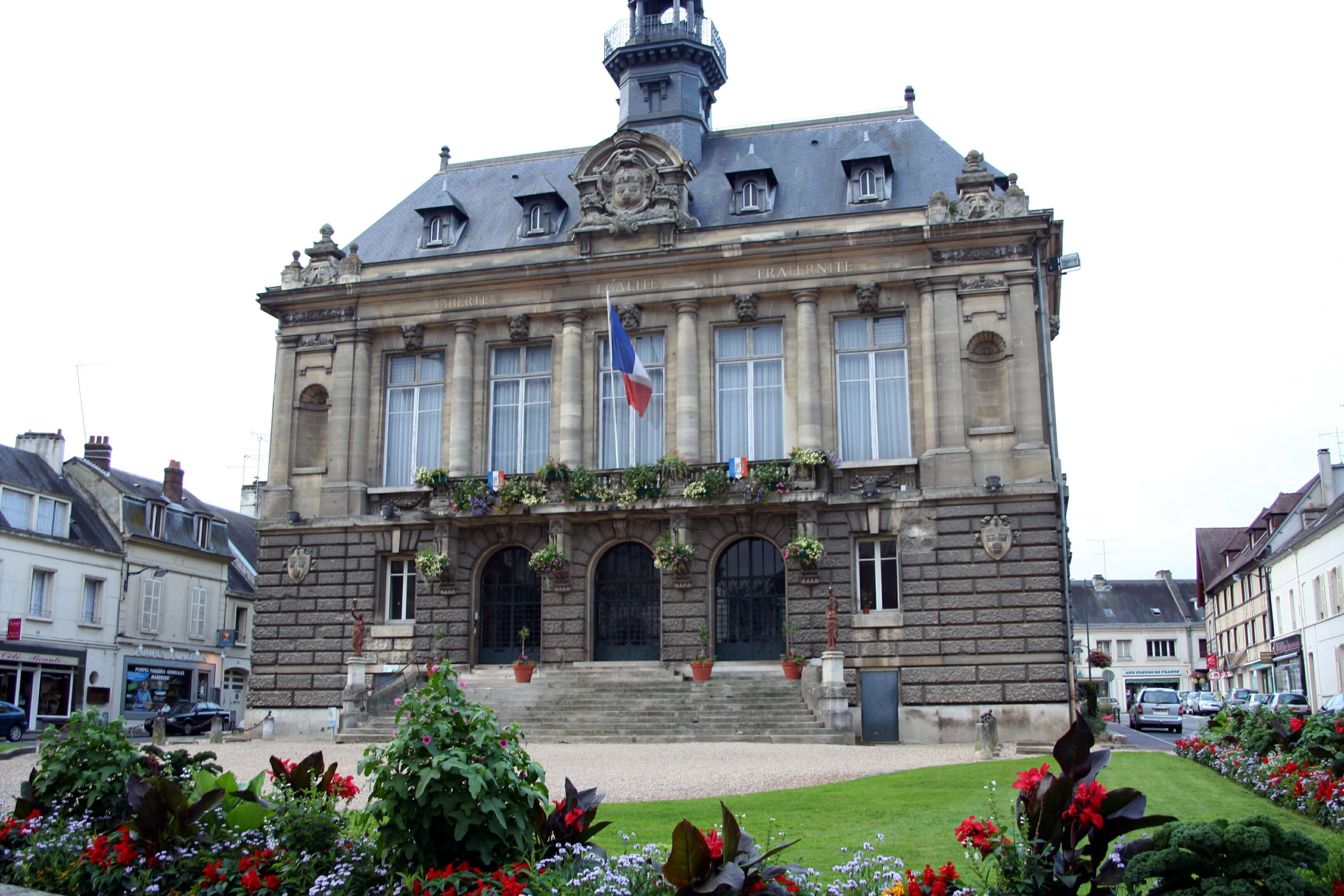
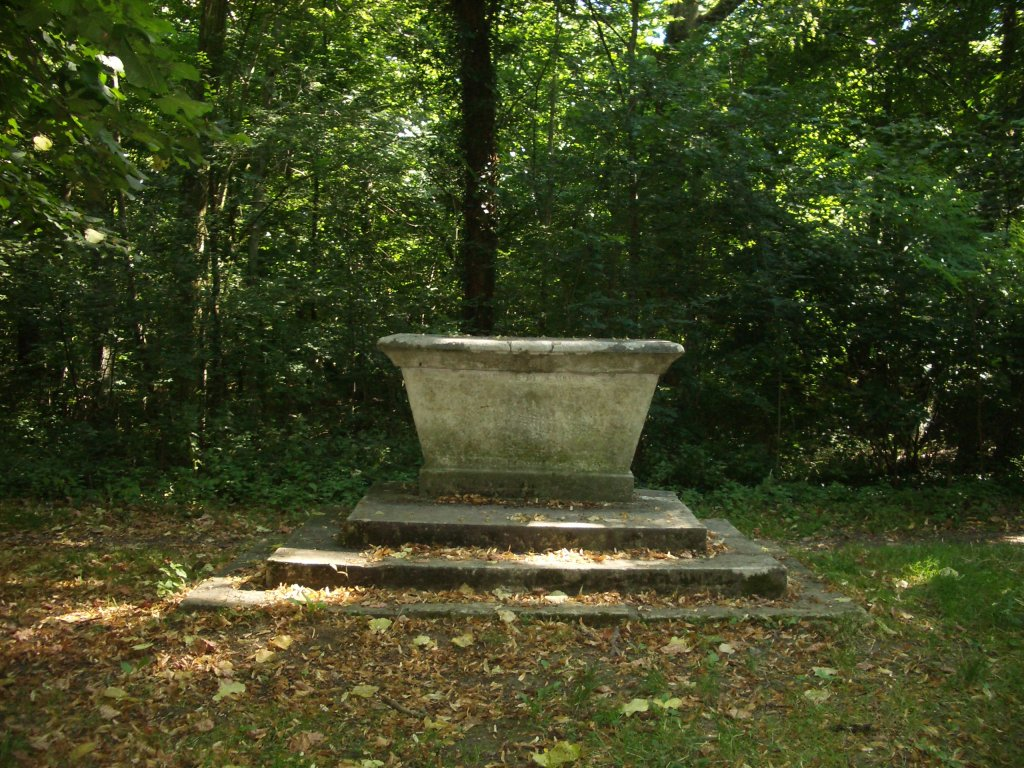
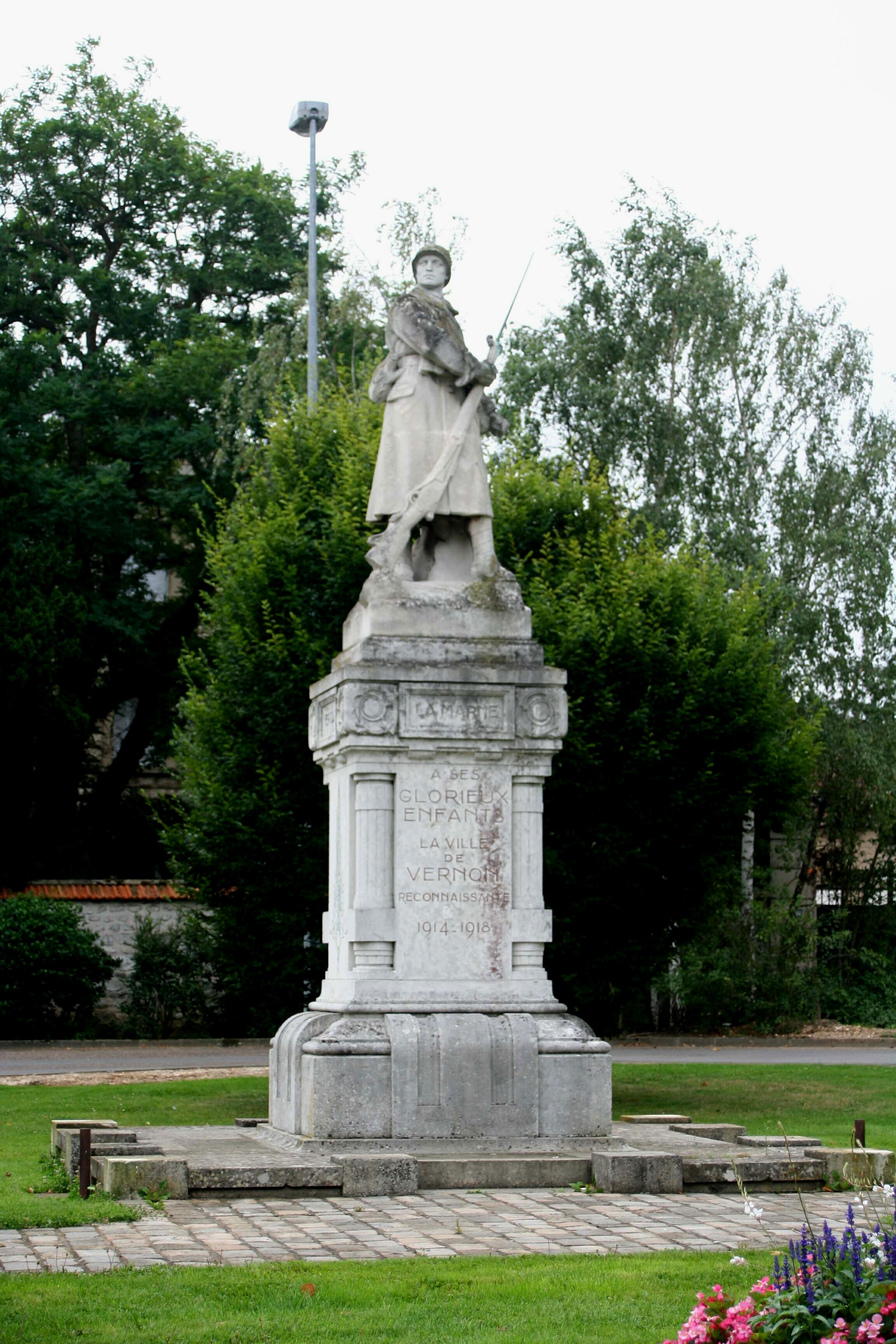
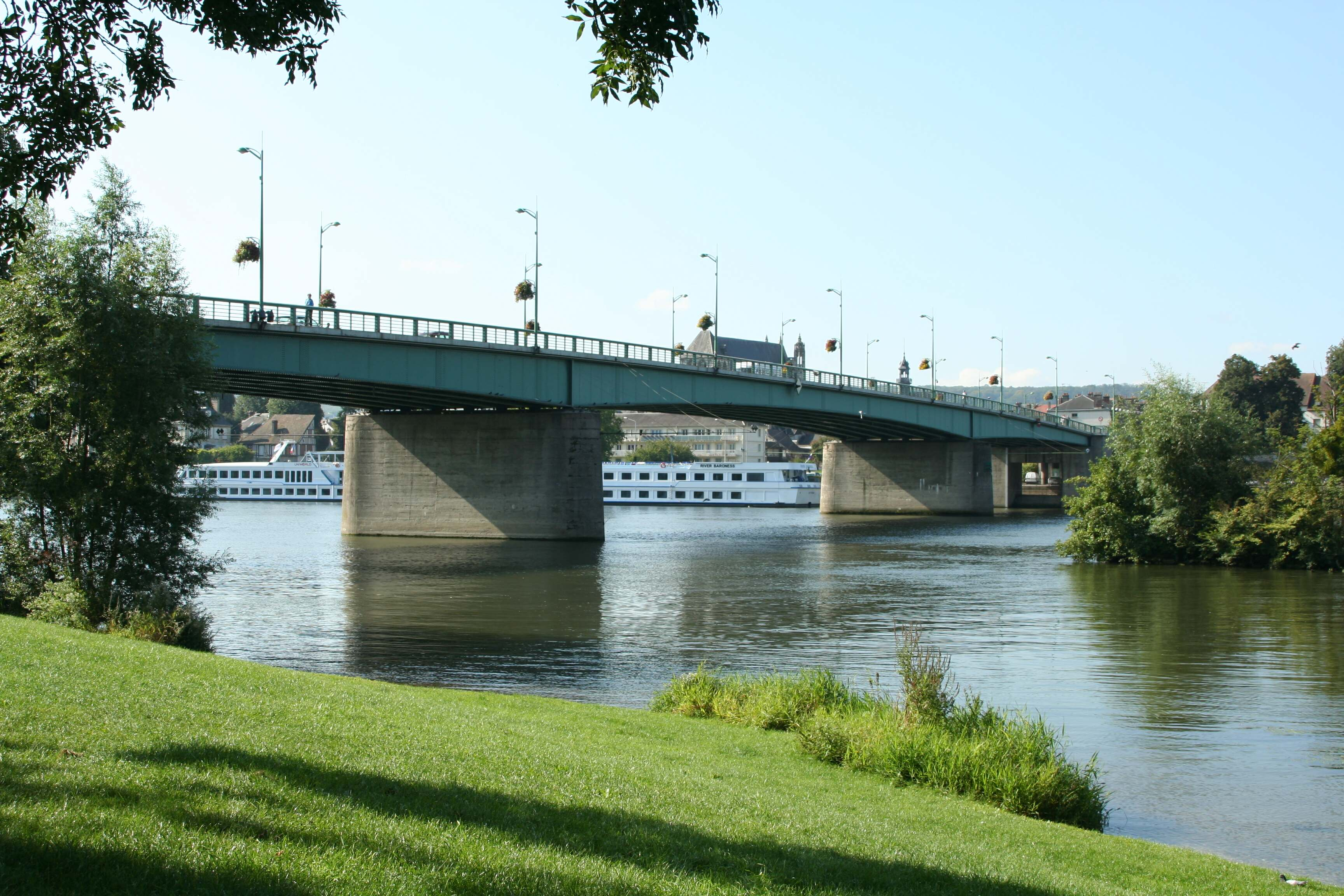
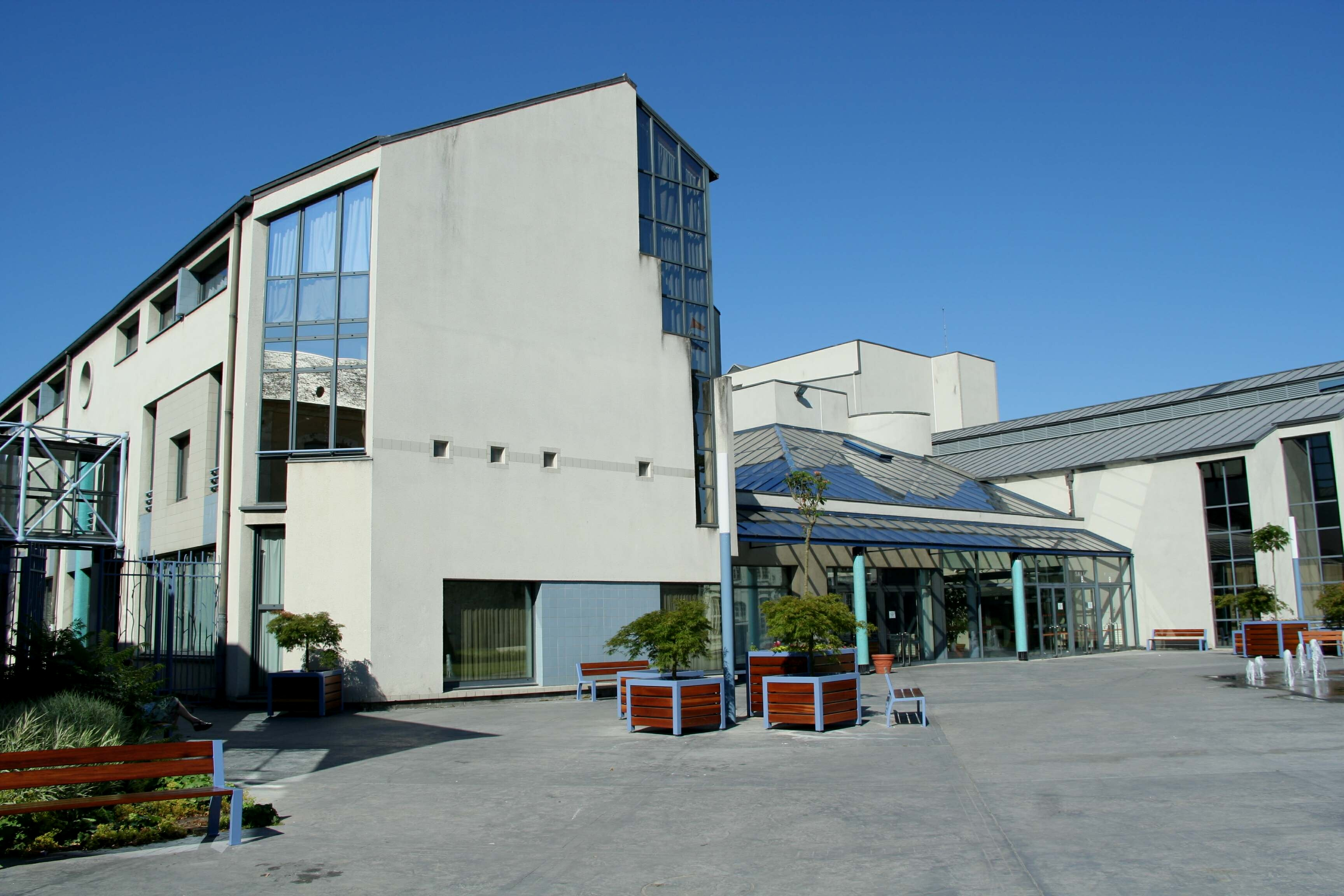